# Maëlle
Maëlle ist ein weiblicher französischer, aus dem Bretonischen stammender Vorname. Er bedeutet ursprünglich Prinzessin (als Ableitung des männlichen Vornamens Maël, der Prinz bedeutet). 
Varianten sind unter anderem Maelle, Maëlys, Maélys und Maylis.

## Namensträgerinnen

### Maëlle
- Maëlle, vollständiger Name Maëlle Pistoia (* 2001), französische Sängerin
- Maëlle Gavet (* 1978), französische Unternehmerin
- Maëlle Ricker (* 1978), kanadische Snowboarderin

### Maylis
- Maylis de Kerangal (* 1967), französische Schriftstellerin
- Maylis Roßberg (* 2000), deutsche Politikerin (SSW)

### Maïlys
- Maïlys Maronne (* 1991), französische Jazzmusikerin

### Maélys
- Maélys Morel (* 1945), niederländische Schauspielerin